# Meitetsu Kagashima-Linie
| |                           |                              |           |
| Streckenlänge: | 4,4 km                    |                              |           |
| Spurweite: | 1067 mm (Kapspur)         |                              |           |
| Stromsystem: | 600 V =                   |                              |           |
| Zweigleisigkeit: | nein                      |                              |           |
| |                           |                              |           |
| Gesellschaft: | Meitetsu (Nagoya Tetsudō) |                              |           |
| \| \| 0,0 \| Senjudō (千手堂) \| 1924–1964 \| \| \| \| Meitetsu Gifu-Stadtlinie \| 1925–2005 \| \| \| 0,7 \| Kagiya (鍵屋) \| 1924–1964 \| \| \| 1,1 \| Honjō (本荘) \| 1924–1964 \| \| \| 1,6 \| Shiminbyōin-mae (市民病院前) \| 1941–1964 \| \| \| 2,0 \| Moriya (森屋) \| 1924–1964 \| \| \| 2,8 \| Higashi-Kagashima (東鏡島) \| 1924–1964 \| \| \| 3,1 \| Kōbōguchi (弘法口) \| 1924–1964 \| \| \| 3,4 \| Kagashima (鏡島) \| 1944–1964 \| \| \| 3,5 \| Kawarabata (川原畑) \| 1926–1944 \| \| \| \| \| \| \| \| 4,0 \| Kagashima (鏡島) \| 1924–1944 \| \| \| \| Minato (港) \| 1954–1964 \| \| \| 4,4 \| Nishi-Kagashima (西鏡島) \| 1954–1964 \| |                           |                              |           |
| U-Bahn-Bahnhof (Strecke außer Betrieb) | 0,0                       | Senjudō (千手堂)             | 1924–1964 |
| U-Bahn-Abzweig geradeaus und nach rechts (Strecke außer Betrieb) |                           | Meitetsu Gifu-Stadtlinie     | 1925–2005 |
| U-Bahn-Haltepunkt / Haltestelle (Strecke außer Betrieb) | 0,7                       | Kagiya (鍵屋)                | 1924–1964 |
| U-Bahn-Bahnhof (Strecke außer Betrieb) | 1,1                       | Honjō (本荘)                 | 1924–1964 |
| U-Bahn-Haltepunkt / Haltestelle (Strecke außer Betrieb) | 1,6                       | Shiminbyōin-mae (市民病院前) | 1941–1964 |
| U-Bahn-Bahnhof (Strecke außer Betrieb) | 2,0                       | Moriya (森屋)                | 1924–1964 |
| Haltepunkt / Haltestelle (Strecke außer Betrieb) | 2,8                       | Higashi-Kagashima (東鏡島)   | 1924–1964 |
| Bahnhof (Strecke außer Betrieb) | 3,1                       | Kōbōguchi (弘法口)           | 1924–1964 |
| Haltepunkt / Haltestelle (Strecke außer Betrieb) | 3,4                       | Kagashima (鏡島)             | 1944–1964 |
| Haltepunkt / Haltestelle (Strecke außer Betrieb) | 3,5                       | Kawarabata (川原畑)          | 1926–1944 |
| Strecke von links (außer Betrieb) · Abzweig geradeaus und nach rechts (Strecke außer Betrieb) |                           |                              |           |
| Strecke (außer Betrieb) · Kopfbahnhof Streckenende (Strecke außer Betrieb) | 4,0                       | Kagashima (鏡島)             | 1924–1944 |
| Haltepunkt / Haltestelle (Strecke außer Betrieb) |                           | Minato (港)                  | 1954–1964 |
| Kopfbahnhof Streckenende (Strecke außer Betrieb) | 4,4                       | Nishi-Kagashima (西鏡島)     | 1954–1964 |

Die Meitetsu Kagashima-Linie (jap. 名鉄鏡島線, Meitetsu Kagashima-sen) war eine Überlandstraßenbahn in Japan. Als Fortsetzung der Straßenbahn Gifu verband sie das Zentrum der Präfekturhauptstadt Gifu mit dem westlichen Vorort Kagashima. Sie war von 1924 bis 1964 in Betrieb und gehörte der Bahngesellschaft Meitetsu (Nagoya Tetsudō).

## Streckenbeschreibung
Die 4,4 km lange Strecke war in Kapspur (1067 mm) verlegt und mit 600 V Gleichspannung elektrifiziert. Ihr östlicher Ausgangspunkt war die Haltestelle Senjudō, wo sie an die Chūsetsu-Zweigstrecke der Straßenbahn Gifu anschloss. Sie verlief in westlicher Richtung entlang der Präfekturstraße 92, zunächst straßenbündig bis Moriya, danach auf eigener Trasse bis zur Endstation Nishi-Kagashima. Abgesehen von drei Ausweichen bei den Haltestellen Honjō, Moriya und Kōbōguchi war die gesamte Strecke eingleisig.

## Geschichte
Die Bahngesellschaft Mino Denki Kidō eröffnete am 21. April 1924 die Strecke zwischen Senjudō und Kagashima. Sie war zunächst ein Inselbetrieb, der Anschluss an die Straßenbahn Gifu in Senjudō erfolgte am 1. Juni 1925. Der Betrieb war in jenen der Straßenbahn integriert, rechtlich gesehen handelte es sich jedoch bei der Kagashima-Linie um eine Strecke gemäß dem Lokalbahngesetz. 1930 fusionierte die Mino Denki Kidō mit der Nagoya Tetsudō zur Meigi Tetsudō, die ihrerseits 1935 in der Meitetsu aufging.
Auf Anweisung des Verkehrsministeriums musste der Abschnitt Moriya–Kageshima am 11. Dezember 1944 stillgelegt werden, da er aus kriegswirtschaftlichen Gründen als „nicht dringlich“ eingestuft worden war. Auch während der Nachkriegszeit ruhte dort der Betrieb. Er wurde am 16. August 1953 zunächst zwischen Moriya und Kōbōguchi wieder aufgenommen, am 10. September 1954 auch westlich davon. Dabei führte die Strecke nicht mehr zur alten Endstation Kageshima, sondern rund vierhundert Meter bis Nishi-Kageshima. Sieben Jahre später entschloss sich die Meitetsu dazu, die Strecke stillzulegen, und ersetzte sie am 4. Oktober 1964 durch eine Buslinie.